# Памятные монеты Азербайджана
Памятные и юбилейные монеты выпускаются Центральным банком Азербайджанской Республики из драгоценных (золото — номиналами 1, 3, 5, 10, 20, 50 гяпиков и 50, 100, 500 и 1000 манатов, серебро — номиналами 5 и 50 манатов и платина — номиналом 500 манатов) и недрагоценных металлов (медно-никелевый сплав — номиналом 1 манат). Первая монета, посвящённая 500-летию жизни и творчества Мухаммеда Физули, была выпущена в 1996 году.
В связи с отсутствием в стране собственного монетного двора, все монеты чеканятся за рубежом: на монетных дворах Великобритании, Украины, Австрии, Польши и Турции.

## Статистика
По состоянию на июль 2024 года было выпущено 64 разновидности памятных монет, в том числе 5 из медно-никелевого сплава, 5 из серебра 925 пробы, 28 из серебра 999 пробы, 1 из золота 900 пробы, 2 из золота 917 пробы, 22 из золота 999 пробы и 1 из платины 999 пробы.
| Сводная таблица выпуска монет по годам и материалу | Сводная таблица выпуска монет по годам и материалу | Сводная таблица выпуска монет по годам и материалу | Сводная таблица выпуска монет по годам и материалу | Сводная таблица выпуска монет по годам и материалу | Сводная таблица выпуска монет по годам и материалу | Сводная таблица выпуска монет по годам и материалу | Сводная таблица выпуска монет по годам и материалу | Сводная таблица выпуска монет по годам и материалу | Сводная таблица выпуска монет по годам и материалу | Сводная таблица выпуска монет по годам и материалу | Сводная таблица выпуска монет по годам и материалу | Сводная таблица выпуска монет по годам и материалу | Сводная таблица выпуска монет по годам и материалу | Сводная таблица выпуска монет по годам и материалу |
|                                                    | 1996                                               | 1999                                               | 2004                                               | 2006                                               | 2008                                               | 2009                                               | 2012                                               | 2013                                               | 2015                                               | 2019                                               | 2020                                               | 2021                                               | 2022                                               | Всего                                              |
| -------------------------------------------------- | -------------------------------------------------- | -------------------------------------------------- | -------------------------------------------------- | -------------------------------------------------- | -------------------------------------------------- | -------------------------------------------------- | -------------------------------------------------- | -------------------------------------------------- | -------------------------------------------------- | -------------------------------------------------- | -------------------------------------------------- | -------------------------------------------------- | -------------------------------------------------- | -------------------------------------------------- |
| Медь-никель                                        |                                                    |                                                    |                                                    |                                                    |                                                    |                                                    |                                                    |                                                    | 5                                                  |                                                    |                                                    |                                                    |                                                    | 5                                                  |
| Серебро-925                                        | 1                                                  | 1                                                  | 2                                                  |                                                    |                                                    |                                                    |                                                    |                                                    |                                                    |                                                    | 1                                                  |                                                    |                                                    | 5                                                  |
| Серебро-999                                        |                                                    |                                                    |                                                    |                                                    |                                                    | 1                                                  | 2                                                  |                                                    | 9                                                  | 3                                                  |                                                    | 11                                                 | 2                                                  | 28                                                 |
| Золото-900                                         |                                                    | 1                                                  |                                                    |                                                    |                                                    |                                                    |                                                    |                                                    |                                                    |                                                    |                                                    |                                                    |                                                    | 1                                                  |
| Золото-917                                         |                                                    | 1                                                  | 1                                                  |                                                    |                                                    |                                                    |                                                    |                                                    |                                                    |                                                    |                                                    |                                                    |                                                    | 2                                                  |
| Золото-999                                         |                                                    |                                                    |                                                    | 6                                                  | 4                                                  | 1                                                  | 1                                                  | 3                                                  | 7                                                  |                                                    |                                                    |                                                    |                                                    | 22                                                 |
| Платина-999                                        |                                                    |                                                    | 1                                                  |                                                    |                                                    |                                                    |                                                    |                                                    |                                                    |                                                    |                                                    |                                                    |                                                    | 1                                                  |
| Всего                                              | 1                                                  | 3                                                  | 4                                                  | 6                                                  | 4                                                  | 2                                                  | 3                                                  | 3                                                  | 21                                                 | 3                                                  | 1                                                  | 11                                                 | 2                                                  | 64                                                 |

## Монеты из недрагоценных металлов

### Серия «Европейские игры 2015»
Монеты отчеканены из медно-никелевого сплава в качестве proof на Королевском монетном дворе Великобритании, выпущены в индивидуальных блистерах. Монеты с аналогичным дизайном были выпущены также из серебра и золота.
Аверс: герб и название государства, орнамент из 8-угольной звезды и полумесяца, номинал.
Реверс: сцена соответствующего вида спорта и надписи на азерб. I AVROPA OYUNLARI и англ. BAKU 2015 FIRST EUROPEAN GAMES — «Баку 2015 Первые Европейские игры».
Номинал: 1 манат. Масса: 28,28 г. Диаметр: 38,61 мм. Тираж: 1000 шт.
| 2015 |        | Борьба     |  | 2015 |                  | Прыжки в воду |
| 2015 |        | Гимнастика |  | 2015 | Стрельба из лука |               |
| 2015 | Гребля |            |  |      |                  |               |

## Монеты из серебра

### Серия «Европейские игры 2015»
Монеты отчеканены из серебра 999 пробы в качестве proof на Королевском монетном дворе Великобритании, выпущены наборами в деревянных коробочках и в индивидуальных коробочках. Монеты с аналогичным дизайном были выпущены также из медно-никелевого сплава и золота.
Аверс: герб и название государства, орнамент из 8-угольной звезды и полумесяца, номинал.
Реверс: сцена соответствующего вида спорта и надписи на азерб. I AVROPA OYUNLARI и англ. BAKU 2015 FIRST EUROPEAN GAMES — «Баку 2015 Первые Европейские игры».
Номинал: 5 манатов. Масса: 31,21 г. Диаметр: 38,61 мм. Тираж: 200 шт.
| 2015 |        | Борьба     |  | 2015 |                  | Прыжки в воду |
| 2015 |        | Гимнастика |  | 2015 | Стрельба из лука |               |
| 2015 | Гребля |            |  |      |                  |               |

### Памятные монеты 1996—2015
| 1996 | | 500-летие жизни и творчества Мухаммеда Физули |
| 1996 | Аверс: иллюстрация к поэме Физули «Лейли и Меджнун», название государства, номинал и год выпуска. Реверс: портрет Физули, его имя на азерб. MƏHƏMMƏD FÜZULİ и надпись на азерб. 500 İL. Гурт: рубчатый. Отчеканена на Королевском монетном дворе Великобритании. Номинал: 50 манатов. Материал: серебро-925. Масса: 28,28 г. Диаметр: 38,61 мм. Тираж: 5000 шт. |                                               |
| 1999 | | 1300-летие дастана «Книга моего деда Коркута» |
| 1999 | Аверс: изображение деда Коркута верхом на коне и с гопузом в руке, название государства, номинал и год выпуска. Реверс: надпись на азерб. KİTABİ DƏDƏ QORQUD 1300. Гурт: рубчатый. Отчеканена на монетном дворе Национального банка Украины. Номинал: 50 манатов. Материал: серебро-925. Масса: 31,1 г. Диаметр: 38,61 мм. Тираж: 1000 шт. |                                               |
| 2004 | | Памяти Гейдара Алиева                         |
| 2004 | Аверс: карта Азербайджана с надписью на азерб. Azərbaycanın müstəqilliyi daimidir, əbədidir, dönməzdir…, название государства, номинал и год выпуска. Реверс: портрет и имя Гейдара Алиева на азерб. HEYDƏR ƏLİYEV. Гурт: рубчатый. Отчеканена на Королевском монетном дворе Великобритании. Номинал: 50 манатов. Материал: серебро-925. Масса: 28,28 г. Диаметр: 38,61 мм. Тираж: 2000 шт.                                                                                             |                                               |
| 2004 | | Чемпионат мира по футболу 2006                |
| 2004 | Аверс: внутри 8-конечной звезды — герб Азербайджана, название государства на англ. REPUBLIC OF AZERBAIJAN и азерб. AZƏRBAYCAN RESPUBLİKASI, номинал и год выпуска. Реверс: изображение футболистов с мячом, надпись на англ. 2006 FIFA WORLD CUP GERMANY. Гурт: [уточнить]. Отчеканена на Польском монетном дворе. Номинал: 50 манатов. Материал: серебро-925. Масса: 28,28 г. Диаметр: 38,61 мм. Тираж: до 50 000 шт.                                                                  |                                               |
| 2009 | | 85-летие Нахичеванской Автономной Республики  |
| 2009 | Аверс: карта Азербайджана и год выпуска на фоне лучей Солнца и растительного орнамента, название государства и номинал. Реверс: изображения мавзолеев Момине-хатун, Юсифа ибн Кусейра, Гюлистан, в селе Карабаглар и Джугинского моста, даты «1924 2009» и надпись на азерб. NAXÇIVAN MUXTAR RESPUBLİKASI 85 İL, колосья пшеницы. Гурт: рубчатый. Отчеканена на Австрийском монетном дворе. Номинал: 5 манатов. Материал: серебро-999. Масса: 31,107 г. Диаметр: 37 мм. Тираж: 1000 шт. |                                               |
| 2010 | | 135-летие национальной прессы                 |
| 2010 | Аверс: карта Азербайджана, название государства, номинал и год выпуска. Реверс: портрет Гасан-бека Зардаби и его имя на азерб. HƏSƏN BƏY ZƏRDABİ, название первой газеты на азербайджанском языке — азерб. اکينچي — «Экинчи». Гурт: рубчатый. Отчеканена на Австрийском монетном дворе. Номинал: 5 манатов. Материал: серебро-999. Масса: 31,1 г. Диаметр: 37 мм. Тираж: 1000 шт. |                                               |
| 2012 | | 20-летие Национального банка Азербайджана     |
| 2012 | Аверс: герб и название государства, номинал и год выпуска. Реверс: число «20», символ маната и орнамент, надпись на азерб. AZƏRBAYCAN RESPUBLİKASININ MƏRKƏZİ BANKI 20 İL. Гурт: рубчатый. Отчеканена на Австрийском монетном дворе. Номинал: 5 манатов. Материал: серебро-999. Масса: 31,1 г. Диаметр: 37 мм. Тираж: 1000 шт. |                                               |
| 2015 | | Железная дорога Баку — Тбилиси — Карс         |
| 2015 | Аверс: герб и название государства, орнамент из 8-угольной звезды и полумесяца, номинал. Реверс: поезд, надпись на англ. BAKU-TBILISI-KARS RAILWAY. Гурт: рубчатый. Отчеканена на Королевском монетном дворе Великобритании. Номинал: 5 манатов. Материал: серебро-999. Масса: 31,21 г. Диаметр: 38,61 мм. Тираж: 1000 шт. |                                               |
| 2015 | | Azerspace-1                                   |
| 2015 | Аверс: герб и название государства, орнамент из 8-угольной звезды и полумесяца, номинал. Реверс: изображение спутника на орбите Земли на фоне его названий, надпись на азерб. 8 FEVRAL 2013 AZƏRSPACE-1 İLK TELEKOMMUNİKASİYA PEYKİ и англ. FIRST SATELLITE. Гурт: рубчатый. Отчеканена на Королевском монетном дворе Великобритании. Номинал: 5 манатов. Материал: серебро-999. Масса: 31,21 г. Диаметр: 38,61 мм. Тираж: 1000 шт.                                                     |                                               |
| 2015 | | Трансанатолийский газопровод                  |
| 2015 | Аверс: герб и название государства, орнамент из 8-угольной звезды и полумесяца, номинал. Реверс: карта с изображением маршрута прокладки газопровода, его логотип, надпись на азерб. AZƏRBAYCAN TÜRKİYƏ. Гурт: рубчатый. Отчеканена на Королевском монетном дворе Великобритании. Номинал: 5 манатов. Материал: серебро-999. Масса: 31,21 г. Диаметр: 38,61 мм. Тираж: 1000 шт. |                                               |
| 2015 | | 20 лет Контракту века                         |
| 2015 | Аверс: герб и название государства, орнамент из 8-угольной звезды и полумесяца, номинал. Реверс: нефтяная платформа, портрет Гейдара Алиева на фоне лучей Солнца, его подпись, надпись на азерб. ƏSRİN MÜQAVİLƏSİ 20 il 1994-2014. Гурт: рубчатый. Отчеканена на Королевском монетном дворе Великобритании. Номинал: 5 манатов. Материал: серебро-999. Масса: 31,21 г. Диаметр: 38,61 мм. Тираж: 1000 шт.                                                                               |                                               |

### Памятные монеты 2019—н/в
| 2019 | | 20-летие Государственного нефтяного фонда          |
| 2019 | Аверс: герб и название государства, номинал. Реверс: здание и эмблема фонда, название учреждения на азерб. AZƏRBAYCAN RESPUBLİKASI DÖVLƏT NEFT FONDU и англ. STATE OIL FUND OF THE REPUBLIC OF AZERBAIJAN, годы юбилея, надпись «20 лет» на азерб. 20 il и англ. 20 years. Гурт: рубчатый. Отчеканена на Австрийском монетном дворе. Номинал: 5 манатов. Материал: серебро-999. Масса: 31,1 г. Диаметр: 38,61 мм. Тираж: 200 шт. |                                                    |
| 2019 | | 100-летие Центрального банка                       |
| 2019 | Аверс: герб и название государства, номинал, символ маната. Реверс: здание банка, название учреждения на азерб. AZƏRBAYCAN MƏRKƏZİ BANKÇILIĞI, высказывание и подпись Г. Алиева, национальный орнамент, годы юбилея, надпись «100 лет» на азерб. 100 il. Гурт: рубчатый. Отчеканена на Австрийском монетном дворе. Номинал: 5 манатов. Материал: серебро-999. Масса: 31,1 г. Диаметр: 38,61 мм. Тираж: 500 шт.                   |                                                    |
| 2019 | | 100-летие Бакинского государственного университета |
| 2019 | Аверс: герб и название государства, номинал. Реверс: главный корпус БГУ, название университета на азерб. BAKI DÖVLƏT UNİVERSİTETİ и англ. BAKU STATET UNIVERSITY, высказывание и подпись Г. Алиева, национальный орнамент, годы юбилея. Гурт: рубчатый. Отчеканена на Австрийском монетном дворе. Номинал: 5 манатов. Материал: серебро-999. Масса: 31,1 г. Диаметр: 38,61 мм. Тираж: 500 шт.                                    |                                                    |
| 2020 | | Карабах — это Азербайджан                          |
| 2020 | Аверс: название государства, номинал, 8-конечные звёзды, силуэт Офрис кавказской, знак монетного двора, год выпуска. Реверс: надпись на азерб. QARABAĞ AZƏRBAYCANDIR, 8-конечные звёзды, год выпуска, герб, флаг и карта государства, Агдамская мечеть, Гянджинские ворота. Гурт: рубчатый. Отчеканена на Турецком монетном дворе. Номинал: 50 манатов. Материал: серебро-925. Масса: 31,1 г. Диаметр: 38,61 мм. Тираж: 2000 шт. |                                                    |
| 2022 | | Чемпионат мира по футболу 2022 в Катаре            |
| 2022 | Аверс: герб и название государства, номинал, 8-конечные звёзды, масса и проба металла. Реверс: логотип мероприятия, орнамент, год выпуска. Гурт: рубчатый. Отчеканена на Австрийском монетном дворе. Номинал: 5 манатов. Материал: серебро-999. Масса: 20 г. Диаметр: 38,61 мм. Тираж: 5000 шт. |                                                    |
| 2022 | | 30-летие Национального олимпийского комитета       |
| 2022 | Аверс: герб и название государства, номинал. Реверс: эмблема и название организации на азерб. AZƏRBAYCAN RESPUBLİKASI MİLLİ OLİMPİYA KOMİTƏSİ, олимпийский факел на фоне стилизованных беговых дорожек, даты юбилея. Гурт: рубчатый. Отчеканена на Мюнхенском монетном дворе. Номинал: 5 манатов. Материал: серебро-999. Масса: 31,1 г. Диаметр: 38,61 мм. Тираж: 200 шт.                                                        |                                                    |

## Монеты из золота

### Циркуляционные монеты в золотом варианте
Монеты отчеканены из золота 999 пробы на монетном дворе Австрии в качестве proof в 2006 году.
Оформление аверса и реверса полностью аналогично оформлению обычных циркуляционных монет того же номинала.
Тираж: по 50 монет каждого номинала.
|              |         |           |           |            |              |            |
|              |         |           |           |            |              |            |
| Номинал      | 1 гяпик | 3 гяпика  | 5 гяпиков | 10 гяпиков | 20 гяпиков   | 50 гяпиков |
| Масса (г)    | 7,10    | 8,80      | 10,70     | 13,05      | 15,85        | 17,60      |
| Диаметр (мм) | 16,25   | 18,00     | 19,75     | 22,25      | 24,25        | 25,50      |
| Гурт         | гладкий | с вырезом | рубчатый  | гладкий    | пр.-рубчатый | с надписью |

### Серия «90-лет со дня рождения Гейдара Алиева»
Монеты отчеканены из золота 999 пробы на Королевском монетном дворе Великобритании.
Аверс: карта и название государства, год выпуска, номинал.
Реверс: портрет и подпись Гейдара Алиева, надпись на азерб. 90 il Heydər Əlirza oğlu Əliyev на фоне полумесяца и 8-конечной звезды.
Гурт рубчатый.
| 2013 |                                                                    | Номинал: 100 манатов. Масса: 31,1 г. Диаметр: 38,61 мм. Тираж: 3000 шт. |  | 2013 |  | Номинал: 1000 манатов. Масса: 1005 г. Диаметр: 100 мм. Тираж: 5 шт. |
| 2013 | Номинал: 500 манатов. Масса: 313 г. Диаметр: 65 мм. Тираж: 500 шт. |                                                                         |  |      |  |                                                                     |

### Серия «Европейские игры 2015»
Монеты отчеканены из золота 999 пробы в качестве proof на Королевском монетном дворе Великобритании, выпущены наборами в деревянных коробочках. Монеты с аналогичным дизайном были выпущены также из медно-никелевого сплава и серебра.
Аверс: герб и название государства, орнамент из 8-угольной звезды и полумесяца, номинал.
Реверс: сцена соответствующего вида спорта и надписи на азерб. I AVROPA OYUNLARI и англ. BAKU 2015 FIRST EUROPEAN GAMES — «Баку 2015 Первые Европейские игры».
Номинал: 100 манатов. Масса: 31,21 г. Диаметр: 38,61 мм. Тираж: 500 шт.
| 2015 |        | Борьба     |  | 2015 |                  | Прыжки в воду |
| 2015 |        | Гимнастика |  | 2015 | Стрельба из лука |               |
| 2015 | Гребля |            |  |      |                  |               |

### Другие памятные монеты
| 1996 | | 500-летие жизни и творчества Мухаммеда Физули |
| 1996 | Аверс: иллюстрация к поэме Физули «Лейли и Меджнун», название государства, номинал и год выпуска. Реверс: портрет Физули, его имя на азерб. MƏHƏMMƏD FÜZULİ и надпись на азерб. 500 İL. Гурт: рубчатый. Отчеканена на Королевском монетном дворе Великобритании. Номинал: 100 манатов. Материал: золото-917. Масса: 7,98 г. Диаметр: 25,05 мм. Тираж: 500 шт. |                                               |
| 1999 | | 1300-летие дастана «Книга моего деда Коркута» |
| 1999 | Аверс: изображение деда Коркута верхом на коне и с гопузом в руке, название государства, номинал и год выпуска. Реверс: надпись на азерб. KİTABİ DƏDƏ QORQUD 1300. Гурт: [уточнить]. Отчеканена на монетном дворе Национального банка Украины. Номинал: 100 манатов. Материал: золото-900. Масса: 17,28 г. Диаметр: 25 мм. Тираж: 150 шт. |                                               |
| 2004 | | Памяти Гейдара Алиева                         |
| 2004 | Аверс: карта Азербайджана с надписью на азерб. Azərbaycanın müstəqilliyi daimidir, əbədidir, dönməzdir…, название государства, номинал и год выпуска. Реверс: портрет и имя Гейдара Алиева на азерб. HEYDƏR ƏLİYEV. Гурт: рубчатый. Отчеканена на Королевском монетном дворе Великобритании. Номинал: 100 манатов. Материал: золото-917. Масса: 39,94 г. Диаметр: 38,61 мм. Тираж: 1000 шт.                                                                                             |                                               |
| 2008 | | 85-летие Гейдара Алиева                       |
| 2008 | Аверс: герб и название государства, номинал и год выпуска. Реверс: портрет Гейдара Алиева, надпись на азерб. PREZİDENT HEYDƏR ƏLİYEV и окантовка из точек. Гурт: рубчатый. Отчеканена на Австрийском монетном дворе. Номинал: 100 манатов. Материал: золото-999. Масса: 31,107 г. Диаметр: 37 мм. Тираж: 5000 шт. |                                               |
| 2008 | | Памяти Низами Гянджеви                        |
| 2008 | Аверс: портрет Низами Гянджеви и его имя на азерб. NİZAMİ GƏNCƏVİ, название государства, номинал и год выпуска. Реверс: миниатюрный портрет «Юноша с книгой» тебризского миниатюриста Султана Мухаммеда. Гурт: рубчатый. Отчеканена на Австрийском монетном дворе. Номинал: 100 манатов. Материал: золото-999. Масса: 31,107 г. Диаметр: 37 мм. Тираж: 1000 шт. |                                               |
| 2008 | | Памяти Бюльбюля                               |
| 2008 | Аверс: портрет Бюльбюля и его имя на азерб. Bülbül, название государства и номинал. Реверс: миниатюрное изображение трио музыкантов. Гурт: рубчатый. Отчеканена на Австрийском монетном дворе. Номинал: 100 манатов. Материал: золото-999. Масса: 31,107 г. Диаметр: 37 мм. Тираж: 1000 шт. |                                               |
| 2008 | | Памяти Узеира Гаджибекова                     |
| 2008 | Аверс: портрет Узеира Гаджибекова и его имя на азерб. Üzeyir Hacıbəyov, название государства и номинал. Реверс: миниатюрное изображение пары. Гурт: рубчатый. Отчеканена на Австрийском монетном дворе. Номинал: 100 манатов. Материал: золото-999. Масса: 31,107 г. Диаметр: 37 мм. Тираж: 1000 шт. |                                               |
| 2009 | | 85-летие Нахичеванской Автономной Республики  |
| 2009 | Аверс: карта Азербайджана и год выпуска на фоне лучей Солнца и растительного орнамента, название государства и номинал. Реверс: изображения мавзолеев Момине-хатун, Юсифа ибн Кусейра, Гюлистан, в селе Карабаглар и Джугинского моста, даты «1924 2009» и надпись на азерб. NAXÇIVAN MUXTAR RESPUBLİKASI 85 İL, колосья пшеницы. Гурт: рубчатый. Отчеканена на Австрийском монетном дворе. Номинал: 100 манатов. Материал: золото-999. Масса: 31,107 г. Диаметр: 37 мм. Тираж: 500 шт. |                                               |
| 2011 | | 20-летие восстановления независимости         |
| 2011 | Аверс: герб и название государства, номинал. Реверс: изображение монумента «Вечный огонь» на Аллее шахидов в Баку и год выпуска (2011), надпись на азерб. AZƏRBAYCAN MÜSTƏQİLLİYİ • 1991—2011 •. Гурт: рубчатый. Отчеканена на Австрийском монетном дворе. Номинал: 100 манатов. Материал: золото-999. Масса: 31,1 г. Диаметр: 37 мм. Тираж: 2000 шт. |                                               |
| 2015 | | 90-летие Нахичеванской Автономной Республики  |
| 2015 | Аверс: герб Азербайджана в обрамлении из лавровых ветвей, название государства и номинал. Реверс: мавзолей Момине хатун в обрамлении из лавровых ветвей, надпись на и азерб. NAXÇIVAN MUXTAR RESPUBLIKASI 1924–2014 90 il. Гурт: рубчатый. Отчеканена на Королевском монетном дворе Великобритании. Номинал: 100 манатов. Материал: золото-999. Масса: 31,1 г. Диаметр: 38,61 мм. Тираж: 1000 шт.                                                                                       |                                               |
| 2015 | | 20 лет Контракту века                         |
| 2015 | Аверс: герб и название государства, орнамент из 8-угольной звезды и полумесяца, номинал. Реверс: нефтяная платформа, портрет Гейдара Алиева на фоне лучей Солнца, его подпись, надпись на азерб. ƏSRİN MÜQAVİLƏSİ 20 il 1994-2014. Гурт: рубчатый. Отчеканена на Королевском монетном дворе Великобритании. Номинал: 100 манатов. Материал: золото-999. Масса: 31,21 г. Диаметр: 38,61 мм. Тираж: 1000 шт.                                                                              |                                               |

## Монета из платины
| 2004 | | Памяти Гейдара Алиева |
| 2004 | Аверс: карта Азербайджана с надписью на азерб. Azərbaycanın müstəqilliyi daimidir, əbədidir, dönməzdir…, год выпуска, название государства и номинал. Реверс: портрет Гейдара Алиева и его имя на азерб. HEYDƏR ƏLİYEV. Гурт: рубчатый. Отчеканена на Королевском монетном дворе Великобритании. Номинал: 500 манатов. Материал: платина-999. Масса: 50 г. Диаметр: 38,61 мм. Тираж: 100 шт. |                       |